# 譚星
譚 星（たん せい、Tán Xīng、? - 1864年）は、太平天国の指導者の一人。天地会出身。

## 略歴
広東省出身。1854年、韶州包囲に参加。1855年、湖南省を攻めのぼり、さらに江西省に入った。新昌で太平天国の石達開軍と会合し、その配下に属することとなった。1857年、石達開が天京を離脱すると、それに従って江西省・浙江省・福建省・湖南省・広西省を転戦した。1860年、周春・陳栄・林彩新らとともに石達開軍から離脱し、広東省・江西省・福建省の省境で活動した。1861年、江西省で李世賢軍と合流し、浙江省に向かった。浙江省では遂安・金華・蘭渓を占領し、蘭渓の守備についた。その後、浙江省・江西省・安徽省などを転戦し、沛王に封ぜられた。1864年、李世賢に従って江西省に行き、撫州を包囲し、南豊を占領したが、南豊城外の戦いで戦死した。